# هوارد ديكسون
هوارد ديكسون (بالإنجليزية: Howard Dixon)‏ هو محامي أمريكي، ولد في 4 أغسطس 1915، وتوفي في 30 يوليو 2007.